# CLS (синхротрон)
Canadian Light Source (CLS) — ускорительный комплекс, источник синхротронного излучения в Канаде на территории Университета Саскачевана.

## История
Строительство началось в 1999 году. К 2001 году было построено новое здание. К августу 2003 года сооружение комплекса было завершено, начался запуск. Официальное открытие состоялось 22 октября 2004 года с участием министра финансов Ральфа Гудэйла и других.

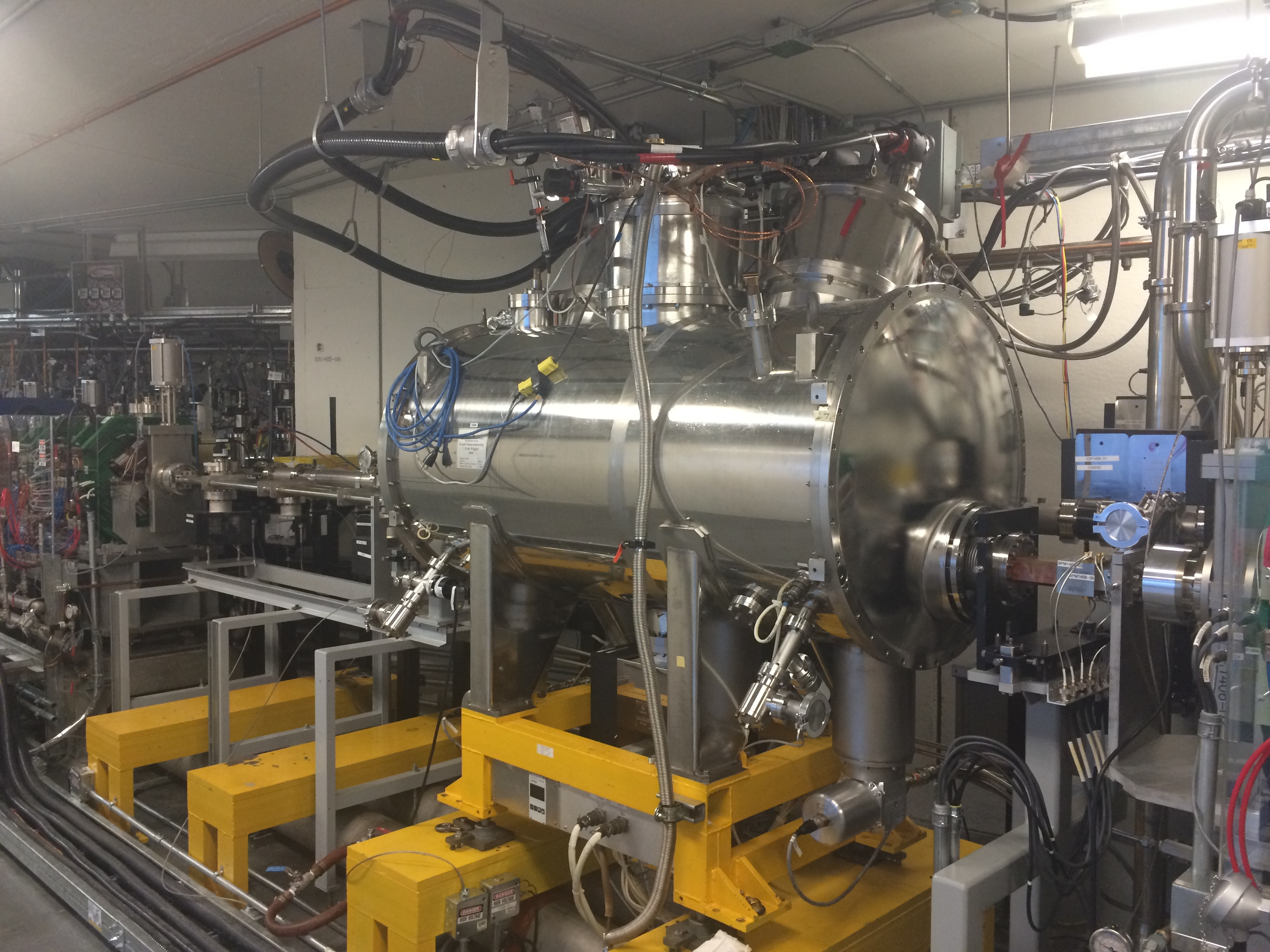
63-полюсный вигглер с полем 2 Тесла, произведённый в ИЯФ СО РАН.

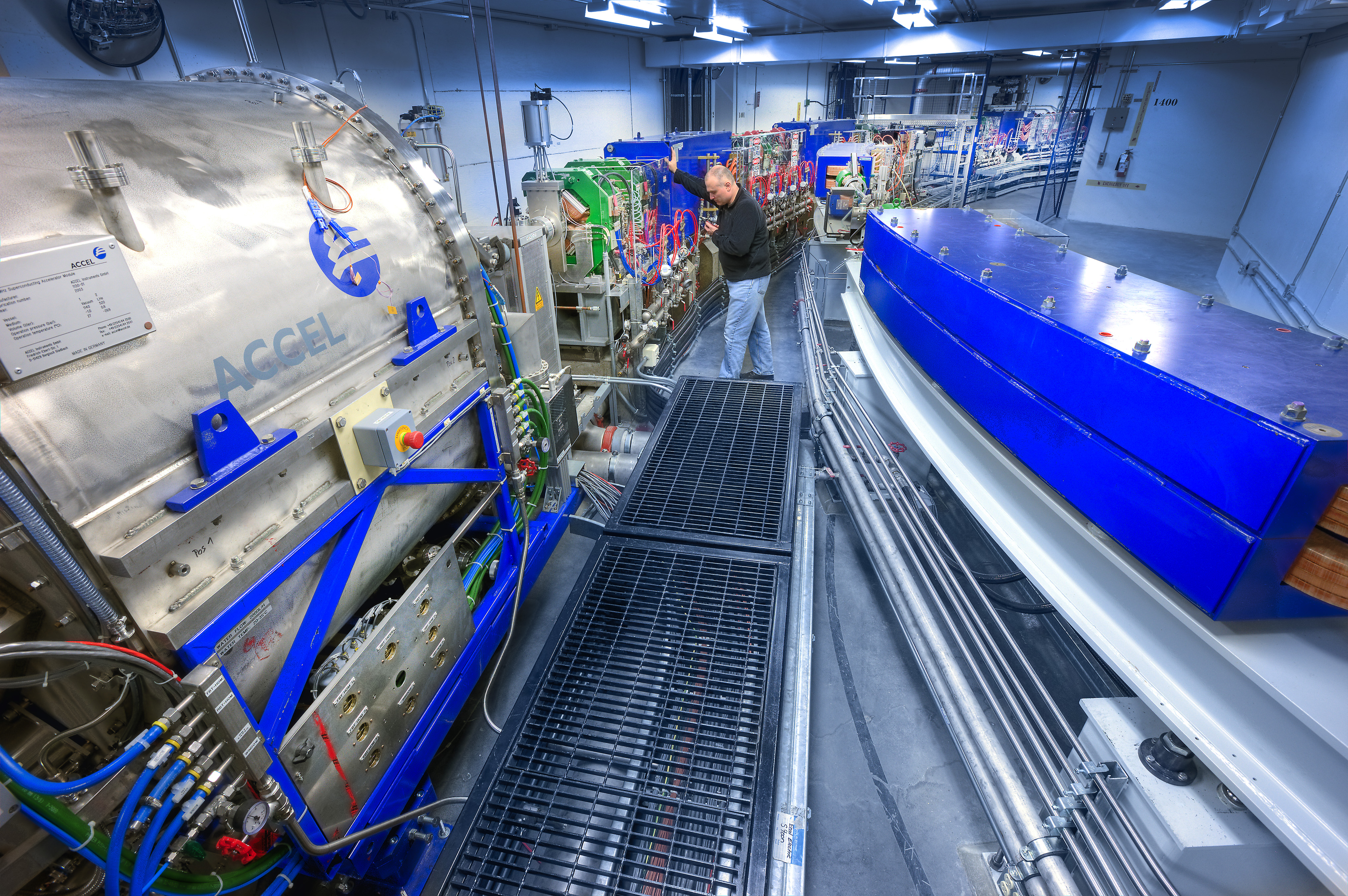
Сверхпроводящий резонатор.

## Описание
Комплекс состоит из линака 250 МэВ, работающего на частоте 2856 МГц; бустерного синхротрона на полную энергию 2.9 ГэВ, с частотой поворения 1 Гц; и основного накопителя с энергией 2.9 ГэВ. Накопитель имеет структуру DBA, с 12 прямолинейными промежутками, из которых 9 могут использоваться для установки вставных излучающих устройств: вигглеров и ондуляторов. Два сверхпроводящих вигглера поставлены новосибирским ИЯФ СО РАН. Всего функционируют более 20 пользовательских экспериментальных станций с излучением от дальнего инфракрасного до рентгеновского с энергией квантов 100 кэВ.
CLS стал первым источником СИ, со сверхпроводящим ниобиевым ВЧ-резонатором.